# Pic d’Ourdissettou
Pic d’Ourdissettou – szczyt górski w Pirenejach Centralnych na granicy Francji (departament Pireneje Wysokie) i Hiszpanii (prowincja Huesca). 
Na północny wschód od szczytu usytuowany jest Pic de Batoua (3034 m n.p.m.), natomiast na północnym zachodzie położony jest Pic de l’Espade (2597 m n.p.m.). Ten ostatni szczyt od Pic d’Ourdissettou oddziela przełęcz Port d’Ourdissettou (2403 m n.p.m.). Na północ od Pic d’Ourdissettou rozpoczyna się dolina Rioumajou.